# 정진철 (1955년)
정진철(鄭鎭澈, 1955년 5월 25일 ~ , 충남 논산)은 대한민국의 행정공무원으로, 제3대 행정중심복합도시건설청장을 역임하였다.

## 주요 경력
- 1978: 제21회 행정고시 합격
- 1979: 총무처 행정사무관
- 1995: 총무처 법무담당관
- 1997: 대통령비서실 행정관
- 2002: 행정자치부 공무원단결권보장입법추진기획단 단장
- 2003.4: 행정자치부 공보관
- 2004.1: 중앙인사위원회 인사정책심의관
- 2004.06: 중앙인사위원회 인사정책국 국장
- 2006.02 ~ 2007.09: 제8대 대전광역시 행정부시장 직무대리
- 2007.10: 중앙인사위원회 소청심사위원회 상임위원
- 2008.03.12 ~ 2008.11.13: 행정안전부 국가기록원장
- 2008.12 ~ 2010.08: 제3대 행정중심복합도시건설청장
- 2011.10 ~ 2013.06: 재단법인대전복지재단 대표이사
- 2014.07 ~ 2017.05: 대통령비서실 인사수석비서관

## 학력
- 선린인터넷고등학교
- 성균관대학교 행정학 학사
- 서울대학교 행정대학원 석사
- 엑서터 대학교 대학원 정치학 박사

| 전임 초대 | 초대 대통령비서실 인사수석 2014년 8월 12일 ~ 2017년 5월 9일 | 후임 조현옥 |

| 전임 남인희 | 제3대 행정중심복합도시건설청장 2008년 11월 14일 ~ 2010년 8월 13일 | 후임 한만희 |

| 전임 구기찬 | 제5대 대전광역시 행정부시장 2006년 6월 20일 ~ 2007년 10월 1일 | 후임 박찬우 |